# Фолькер Анґер
Фолькер Анґер (нім. Volker Anger) (2 травня 1968, Східний Берлін) — німецький борець. Брав участь в Олімпійських іграх 1988 року за Німецьку Демократичну Республіку та виступав за SG Dynamo Luckenwalde у часи НДР. Після возз'єднання чотири рази вигравав титул чемпіона Німеччини з боротьби.

## Кар'єра
У 16-річному віці він брав участь у чемпіонаті НДР з боротьби в Лейпциґу в 1985 році. Він посів третє місце позаду своїх товаришів по команді Уве Єссе та Андреаса Бухгорна з SC Leipzig . Брав участь у Чемпіонаті Європи з боротьби в Манчестері в 1988 році та дійшов там до півфіналу. Там він зазнав поразки, а також змушений був визнати поразку болгарину Мар'яну Недкову в боротьбі за третє місце.
Національний олімпійський комітет Східної Німеччини висунув його на Олімпійські ігри 1988 року в Сеулі . Він виступав у напівлегкій вазі та фінішував сьомим. Після возз'єднання він брав участь у 1993 році на Чемпіонаті Німеччини з боротьби 1993 року, який проходив у Берліні, у найлегшій вазі та дійшов до фіналу. У фіналі він переміг Станісласа Качмарека і виграв один із багатьох титулів чемпіона Німеччини з боротьби. З 1992 по 1995 роки чотири рази поспіль ставав чемпіоном Німеччини в найлегшій ваговій категорії.